# Volta Redonda
 (octobre 2018).
Si vous disposez d'ouvrages ou d'articles de référence ou si vous connaissez des sites web de qualité traitant du thème abordé ici, merci de compléter l'article en donnant les références utiles à sa vérifiabilité et en les liant à la section « Notes et références ».
Pour les articles homonymes, voir Volta.
Volta Redonda est une ville de l'État de Rio de Janeiro au Brésil. Elle comptait 260 180 habitants en 2012 et sa superficie est de 182,32 km2.
Sa population estimée au 1er juillet 2020 était de 273 988 habitants, répartis sur une superficie de 182 105 km², ce qui en fait, en termes de nombre d'habitants, la plus grande ville du sud de Rio de Janeiro et la troisième plus grande de l'intérieur de l'État, bien qu'elle ne se classe qu'au 71e rang en termes de superficie territoriale dans l'État. Une étude de l'IBGE, publiée en 2013, a classé Volta Redonda comme la deuxième ville ayant le plus grand potentiel polluant de l'État, derrière la capitale, Rio de Janeiro. Son saint patron est Saint Antoine et sa devise en latin est Flumen Fulmini Flexit, signifiant "le fleuve courbé devant la foudre".
Volta Redonda se trouve dans une région stratégique, à 321 km de la ville de São Paulo, la plus grande métropole du Brésil, et à 131 km de la ville de Rio de Janeiro, la deuxième plus grande métropole nationale et capitale de Rio de Janeiro. Il est également proche des villes régionales d'autres États, telles que Juiz de Fora (181 km) et São José dos Campos (229 km) et d'autres villes importantes, telles qu'Angra dos Reis (93 km), Taubaté (189 km), Petrópolis (149 km), Resende (51 km), Cabo Frio (280 km), entre autres. Elle a le quatrième IDH le plus élevé parmi les municipalités de Rio de Janeiro, à 0,771 (en 2010), derrière Niterói et la capitale, Rio de Janeiro, dans le Grand Rio, et Rio das Ostras, et le septième IFDM (Indice de développement municipal FIRJAN) le plus élevé, selon les données de 2013.

## Maires
| Période | Période | Identité               | Étiquette | Qualité |
| ------- | ------- | ---------------------- | --------- | ------- |
| 1989    | 1992    | Wanildo de Carvalho    | PDT       |         |
| 1993    | 1996    | Paulo Baltazar         | PSB       |         |
| 1997    | 2000    | Antônio Francisco Neto | PL        |         |
| 2001    | 2004    | Antônio Francisco Neto | PSB       |         |
| 2005    | 2008    | Gothardo Lopes Netto   | PV        |         |
| 2009    | 2012    | Antônio Francisco Neto | PMDB      |         |